# 岡田美術館
岡田美術館（おかだびじゅつかん）は、神奈川県足柄下郡箱根町にある私設美術館。ユニバーサルエンターテインメント系列。

## 概要
2013年10月4日、実業家でパチスロ機で財を成したユニバーサルエンターテインメント創業者の岡田和生が収集した、東洋・日本美術コレクションを展示する目的で70億円をかけて設立された美術館である。古代から現代にいたる日本、中国、韓国の陶磁器を中心に、日本美術は主に近世、近代の日本画を所蔵している。当初岡田は美術ファンに過ぎなかったが、「雪松群禽図屏風」との出会いがコレクションひいては美術館設立のきっかけになったという。
美術館は明治時代のホテル「開化亭」跡地に5階建てで建設され、敷地は美術館が多い箱根で屈指の広さを持っている。美術館正面に、640枚の金地パネルに描かれた福井江太郎の「風・刻（とき）」と題した風神雷神の大壁画が飾られて前に足湯カフェが併設されている。
所蔵品がたびたびメディアで大きくとりあげられている。1948年以降に所在不明となった喜多川歌麿の肉筆大作「深川の雪」が2012年に発見されたが、これを当館が所蔵して2014年に66年ぶりに一般公開したことで注目を集めた。83年間所在不明であった伊藤若冲の「孔雀鳳凰図」が2015年に発見されたが、これも当館が所蔵して2016年に一般公開される。
2015年より将棋の女流名人戦の冠スポンサー名として本美術館の館名が冠せられ、「岡田美術館杯女流名人戦」を名乗った。また五番勝負第1局の対局場としても使われていた（2023年・第50期まで）。しかし2024年の第51期を最後に本美術館の名前が外されている。
館長は不在で副館長は2018年まで古美術商の寺元晴一郎（1951年生、佐賀出身）が務めていた。寺元は岡田の古くからの友人で、「深川の雪」の発見者でもあった。2017年に設立者の岡田和生らを被告に美術品購入資金を巡ってユニバーサルエンターテインメントの香港子会社が香港高等法院に訴訟を起こし、美術品購入代金として寺元副館長に支払われた10億円の調達に不正があったとして、原告側は岡田らに賠償を求めている。

## 施設概要
住所
- 〒250-0406 神奈川県足柄下郡箱根町小涌谷493－1

## 収蔵品

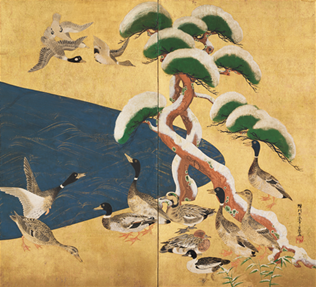
尾形光琳 雪松群禽図屏風

### 重要文化財
- 「木造薬師如来坐像」 平安時代中期（11世紀） 滋賀県蒲生郡日野町・潮音寺旧蔵（重要文化財[14]）
- 「色絵輪宝羯磨文香炉」1口 野々村仁清 明暦3年（1657年） 萬野美術館旧蔵[15][16]
- 「色絵竜田川文透彫反鉢」1口 尾形乾山 江戸時代（18世紀初期）[17]
- 「虫魚帖」絹本着色 渡辺崋山 天保12年（1841年）8月[18]

### 重要美術品
- 「銅鐸」 1個 弥生時代後期（2世紀） 伝愛知県豊橋市近傍出土
- 「緑釉白掻落牡丹唐草紋瓶」 1口 磁州窯 北宋時代（11-12世紀）
- 「石山切（伊勢集断簡）」 1幅 天永3年（1112年）頃
- 「三美人図」 絹本着色 3幅対 中幅は円山応挙 左右幅は源琦 天明3年（1783年）3月
- 「孔雀鳳凰図」 絹本着色 双幅 伊藤若冲 江戸時代（18世紀中頃）[19]

### その他
- 「壺をのせる女性 坏をもつ女性たち」 埴輪3体 古墳時代後期（5-6世紀）
- 「両界曼荼羅」 絹本着色 2幅 平安時代末期-鎌倉時代初期（12-13世紀）
- 「木造四天王立像」 彩色4躯 鎌倉時代前期（13世紀）
- 「蜻蛉蒔絵螺鈿合子（ごうす）」 1合 光琳蒔絵 江戸時代（19世紀）

日本画
- 「四季花鳥図屏風」 紙本着色 六曲一双 狩野元信 室町時代（16世紀）
- 「瀟湘八景図屏風」 紙本墨画金泥引 曽我直庵 慶長年間
- 「雪松群禽図屏風」 紙本金地着色 二曲一隻 尾形光琳 江戸時代（18世紀初頭）
- 「松竹梅群鶴図屏風」 紙本着色 六曲一双 渡辺始興 江戸時代（18世紀前期から中期）
- 「花卉雄鶏図」 絹本着色 1幅 伊藤若冲 江戸時代（18世紀中頃）
- 「牡丹花肖柏図屏風」 紙本墨画淡彩 六曲一双 長沢芦雪 江戸時代（18世紀後半）

肉筆浮世絵
- 「花見・舟遊図巻」 田村水鷗 絹本着色 江戸時代中期
- 「深川の雪」 紙本着色 喜多川歌麿 享和2年-文化3年（1802-1806年）[5]
- 「三美人図」 絹本着色 喜多川歌麿 江戸時代中期
- 「芸妓図」 絹本着色 喜多川歌麿 江戸時代中期
- 「美人に犬図」 絹本着色 勝川春章 江戸時代中期
- 「夏の朝」 絹本着色 葛飾北斎 江戸時代後期
- 「傾城図」 絹本着色 葛飾北斎 江戸時代後期
- 「立美人図」 紙本墨画淡彩 葛飾北斎 江戸時代後期

近代絵画
- 「霊峰一文字」 絹本墨画淡彩 横山大観 大正15年
- 「燕子花図屏風」 絹本金銀地着色 神坂雪佳 20世紀
- 「汐くみ」 絹本着色 上村松園 昭和16年
- 「夕涼」 絹本着色 上村松園 昭和時代
- 「音律」 絹本着色 立石春美 昭和時代
- 「セピアの肖像」 カンバス、油彩 森本草介 平成9年

## 参考図書
- 永島慎一郎編 『るるぶ情報版14〜15最新版 箱根14〜15』 JTBパブリッシング、2014年
- 生活の友社編 『美術界データブック2014』 生活の友社、2014年

展示図録
- 岡田和生発行 小林忠監修 『岡田美術館 名品撰』 岡田美術館編集・発行、2013年10月3日
- 岡田和生発行 小林忠監修 中村祐之 下山玲子 田中丸純子編集 『琳派400年記念―箱根”琳派”の誕生―岡田美術館所蔵 琳派名品展 ～知られざる名品初公開～』 岡田美術館、2015年1月21日